# Grote Zuivering

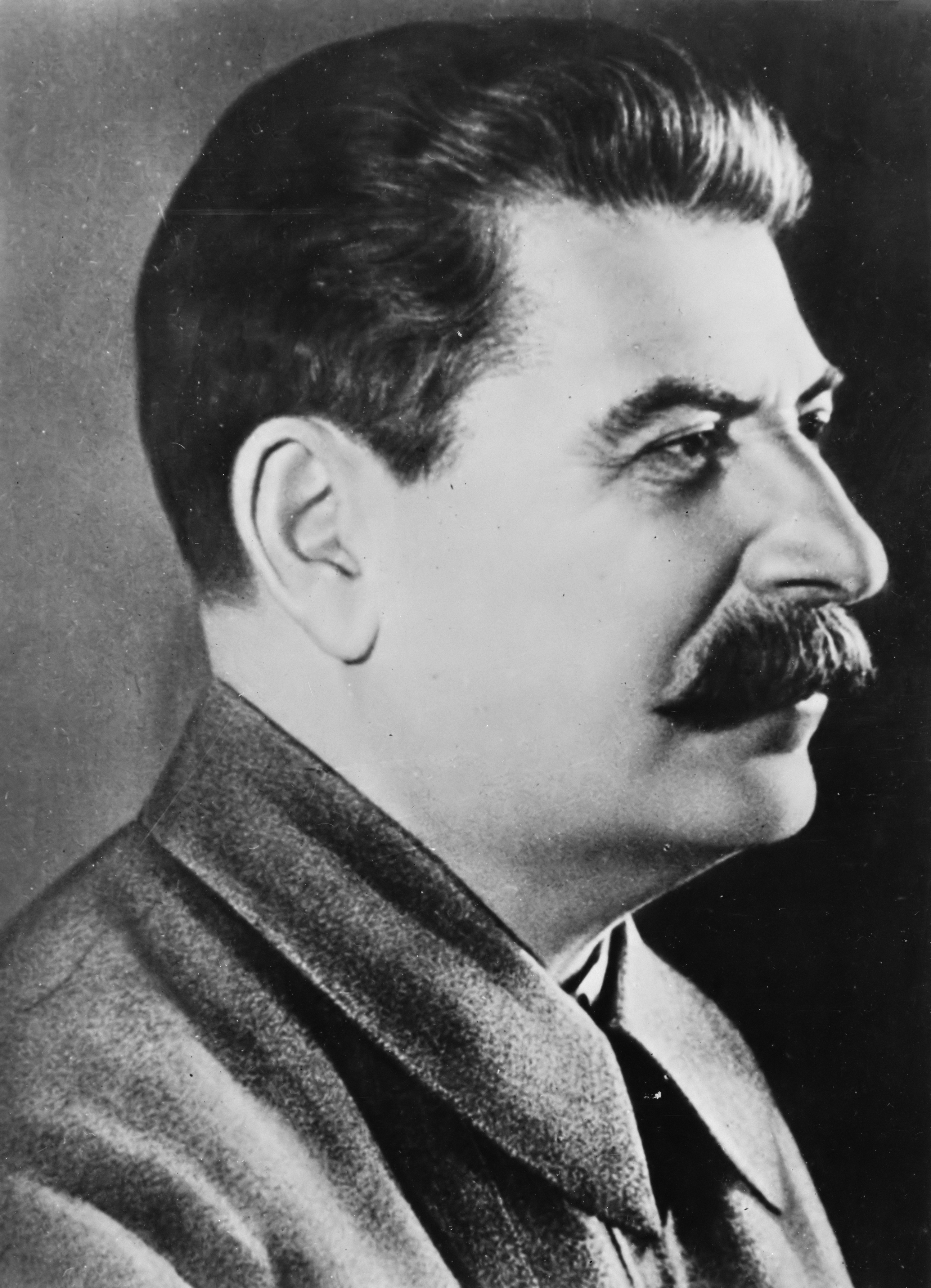
Jozef Stalin

De Grote Zuivering (Russisch: Большая чистка, Bolsjaja tsjistka) of Grote Terreur was een grootschalige campagne van vervolgingen in de Sovjet-Unie, in de periode van 1936 tot 1938. Jozef Stalin begon de 'Grote Zuiveringen' om volgens hem het land te zuiveren van 'tegenstanders', een verdenking die zich tot gehele bevolkingsgroepen zou gaan uitstrekken.
De moord op de Stalin-getrouwe Sergej Kirov, op 1 december 1934, werd gebruikt als de directe aanleiding voor de 'Grote Zuivering', die tot uiting kwam in de zogenaamde Moskouse Processen. Het eerste Moskouse Proces, in augustus 1936, geldt als het begin van de 'Grote Zuivering'. Op 17 november 1938 publiceerden de Sovnarkom en het Centraal Comité van de partij  een decreet, dat een beëindiging beval van de grootschalige vervolgingen. Op 26 november 1938 werd dit verder uitgewerkt in NKVD-order No. 00762. Hierna stopten de grootschalige vervolgingen, maar op kleinere schaal gingen de vervolgingen door.
De gewelddadige zuiveringen troffen de koelakken (boeren met eigen land), bepaalde etnische bevolkingsgroepen, leden van de Communistische Partij en de legerleiding. Ook werden grote aantallen mensen vervolgd zonder rechtsproces, nadat ze waren beschuldigd van sabotage of contrarevolutionaire denkbeelden. Veel etnische groepen ondervonden gedwongen deportaties. Schattingen van het dodental in alleen al de jaren 1937 en 1938 liggen tussen 950.000 en 1,2 miljoen mensen. Volgens de officiële cijfers van de Sovjet-Unie waren er in 1937 en 1938 in totaal 681.692 gedocumenteerde executies.

## Achtergrond
Jozef Stalin had vanaf 1929 grotendeels de macht in de Sovjet-Unie. Sindsdien begon Stalin aan collectivisatie van de landbouw en ook vervolging van boeren met eigen grond (dekoelakisatie). Dit leidde tot hongersnoden, zoals de Oekraïense Holodomor en de Kazachse Hongersnood met miljoenen doden in 1932 en 1933 tot gevolg, terwijl Sovjet-Unie op hetzelfde moment voedsel exporteerde naar het buitenland. In 1934 werd Sergej Kirov vermoord in Leningrad. Kirov was lid van het Politbureau en partijsecretaris van afdeling Leningrad. De meer gematigde Kirov was op het zeventiende partijcongres een belangrijke concurrent van Stalin. Bij de verkiezingen voor de secretaris-generaal verloor Kirov slechts met één stem van Stalin en er zijn vermoedens dat bij de telling nog is gefraudeerd door Stalin. Direct na de moord op Kirov werd een door Stalin ontworpen noodwet afgekondigd die de basis legde voor terreur. Uiteindelijk leidde de moord van Kirov tot de Moskouse Processen.
Stalins voorbeeld voor het wegzuiveren van tegenstanders was Adolf Hitler, die in de Nacht van de Lange Messen voorgoed afrekende met zijn politieke tegenstanders binnen de nazipartij. Na die gebeurtenissen in juni-juli 1934 in Duitsland sprak Stalin zijn bewondering voor Hitlers werkwijze uit tegen Mikojan: "Geweldig, die weet hoe je dat moet doen!".
Direct na de moord op Kirov werd een door Stalin ontworpen noodwet afgekondigd (de Kirovwet op 1 december) die de basis legde voor willekeurige terreur zonder een schijn van wettelijkheid. Deze wet die formeel Over de introductie van veranderingen in het huidige wetboek van strafvordering van de unierepublieken luidde, had de volgende tekst:
Het introduceren van de volgende veranderingen in het huidige wetboek van strafvordering met betrekking tot het onderzoek en de behandeling van zaken rond terroristische organisaties en terroristische daden tegen de functionarissen [arbeiders] van de Sovjetmacht:
1. Het onderzoek naar deze zaken zal worden afgesloten in niet meer dan tien dagen.
2. De akte van beschuldiging zal 24 uur voor de behandeling in de rechtszaak worden overhandigd aan de beschuldigden.
3. De zaken zullen worden behandeld in afwezigheid van de partijen.
4. Tegen de oordelen zal geen aantekening van cassatie of gratieverzoek worden toegestaan.
5. Bij de doodstraf zal de uitvoering hiervan meteen na het uitspreken van het oordeel worden uitgevoerd.

Binnen drie jaar zouden op basis van deze verordening twee miljoen mensen worden terechtgesteld of naar de goelag gezonden.

## Verloop
Het begin van de eerste Moskouse Proces was de aftrap voor de Grote Zuivering. De slachtoffers van de Grote Zuivering waren voormalige oppositieleiders binnen de partij, staatshoofden, premiers en partijleiders van de deelrepublieken, intellectuelen, officieren, kunstenaars, trotskisten, rechtsen en hun familieleden, vrienden en naamgenoten. Ook willekeurig gekozen gewone burgers werden het slachtoffer van Stalins 'zuiveringen'. Veel van deze mensen kwamen terecht in kampen van de Goelag, tientallen prominente partijleden en militairen werden na schijnprocessen te Moskou geëxecuteerd. Ook etnische minderheden, door Stalin als 'anti-sovjet' gekenmerkt, werden slachtoffer van de Grote Zuivering. Sommige etnische groepen werden zelfs geheel of gedeeltelijk gedeporteerd naar afgelegen gebieden in Centraal-Azië en Siberië en velen van hen kwamen tijdens het transport hierheen om het leven. Pas na de dood van Stalin in 1953 mochten deze etnische minderheden terugkeren naar hun thuisland.

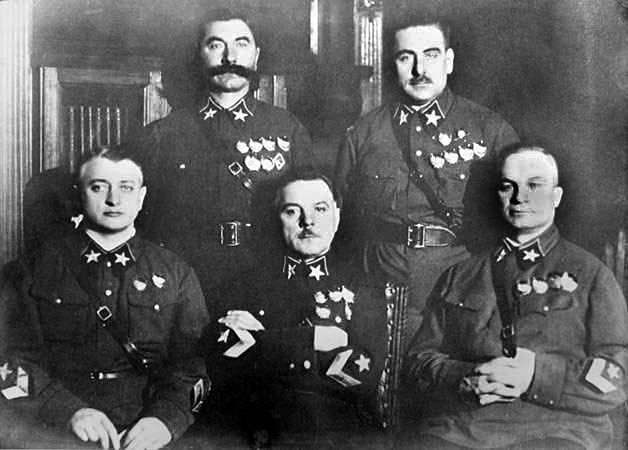
De vijf maarschalken van de Sovjet-Unie in 1935. V.l.n.r. Toechatsjevski, Boedjonny, Vorosjilov, Blücher en Jegorov.

De zuivering had ingrijpende gevolgen voor het Rode Leger, dat een groot aantal officieren verloor, onder wie drie van de vijf maarschalken. Tussen 1937 en 1939 werden ongeveer 35.000 officieren ontslagen, geïnterneerd of vermoord. Hitler lekte ook valse informatie, namelijk dat maarschalk Michail Toechatsjevski een staatsgreep tegen Stalin beraamde. Het uitgedunde leger bood aanvankelijk onvoldoende verdediging toen Duitsland in juni 1941 Operatie Barbarossa begon en de Sovjet-Unie binnenviel. De twee overgebleven maarschalken werden kort na het uitbreken van de oorlog wegens tegenvallende resultaten van hun commando ontheven.
Het doel was voor 'eens en voor altijd af te rekenen' met de vijanden van het socialisme en hen die zich (vermoedelijk) niet tot het socialisme wilden laten opvoeden. Stalin legde tijdens de novembervakantie 1937 uit dat iedereen die het waagde "in gedachten, ja zelfs in gedachten" de kracht van de Sovjet-Unie aan te tasten als vijand van het volk zou worden beschouwd en "we zullen ze als een clan vernietigen". Dit was volgens Stalin een echte heilige terreur die uit de missionaire aard van het bolsjewisme voortkwam.
Vanaf 2 juli 1937 werden geen namen meer gespecificeerd, maar werden quota in duizendtallen opgesteld voor zowel Categorie 1, ter dood veroordeeld (VMN Vysjaja Mera Nadezjda), als Categorie 2, naar de goelag te deporteren. De specifieke regionale vonnissen werden vervolgens uitgesproken door zogenaamde trojka's - een tribunaal van drie personen dat meestal uit de lokale partijsecretaris, de procureur en de lokale commandant van de NKVD bestond. De regio's zelf konden additionele lijsten opstellen.

### Belangrijke momenten
- Op 10 juli 1934 werd Jagoda benoemd tot Volkscommissaris van Binnenlandse Zaken en daarmee hoofd van de NKVD.
- Moord op Sergej Kirov op 1 december 1934. Vanaf dat moment waren er kleine arrestatiegolven in de hoogste rangen van partij en bestuur. Dit begon met de arrestatie van Grigori Zinovjev en Lev Kamenev in januari 1935. Beiden werden in een schijnproces tot 10 jaar dwangarbeid in de Goelag veroordeeld.
- Op 29 juli 1936 beweerde Stalin in een geheime circulaire dat een trotskistisch-zinovjevistisch centrum zou bestaan. Er werd een begin gemaakt met een groot showproces tegen Zinovjev en Kamenev.
- Op 19 augustus 1936 begon het eerste van drie openbare 'Moskouse Processen' tegen de 16 leden van het trotskistisch-zinovjevistisch centrum onder wie Zinovjev en Kamenev. De kranten Pravda en Izvestia brachten vanaf dan iedere dag een hele pagina over het proces. Zinovjev en Kamenev bekenden uiteindelijk onder de belofte van gevangenisstraf. Ze werden beiden ter dood veroordeeld, kregen geen gratie van Stalin en werden kort daarop geëxecuteerd.
- In het voorjaar van 1936 breidde de arrestatiegolf van oude trotskisten zich steeds verder uit, en wie al in een kamp zat, werd opnieuw veroordeeld en kreeg strafverlenging.
- Op 26 september 1936 werd Jagoda als Volkscommissaris van Binnenlandse Zaken vervangen door Jezjov waarschijnlijk naar aanleiding van een rapport van Jagoda over de toenemende onvrede bij de bevolking over de Grote Zuivering dat slecht viel bij Stalin.
- Op 5 juli 1937 beval het politbureau dat de NKVD alle vrouwen van veroordeelde verraders voor 5-8 jaar in kampen moest opsluiten en dat de staat hun kinderen onder de 15 jaar onder bescherming moest nemen (weeshuis).
- Op 30 juli 1937 werd door Nikolaj Jezjov Verordening Nr.00447 bij het politbureau ingebracht, inhoudende dat de regio's voor de periode tussen 5 en 15 augustus de volgende quota toebedeeld kregen : Categorie 1 (doodschieten) 72.950 mensen, Categorie 2 (Goelag) 259.450. De volgende dag werd deze goedgekeurd.
- Tussen 28 augustus en 15 december 1937 ging het politbureau akkoord met de executie van nog eens 22.500 personen, en nogmaals 48.000 personen.
- Door Jezjov (NKVD) en overijverige partij-instanties werden bovenstaande quota bij uitvoering opgeblazen tot totaal 386.798 executies en 767.397 arrestaties.[bron?]
- Op 11 augustus 1937 tekende Jezjov Verordening Nr.00485, de zogenaamde Nationaliteiten-verordening, die onder andere de liquidatie mogelijk maakte van etnische Duitsers en 'Poolse saboteurs en spionagegroepen'. Tijdens deze operatie werden 350.000 mensen gearresteerd, onder wie 144.000 Polen. Van hen werden 247.157 personen geëxecuteerd, onder wie 110.000 Polen. Uiteindelijk werden onder deze verordening 1,5 miljoen mensen gearresteerd; hiervan stierven 700.000 personen.[bron?] Overigens vielen onder deze zogenaamde 'nationaliteitenoperaties' naast Polen en Duitsers ook Roemenen, Letten, Finnen, Grieken, Afghanen, Iraniërs, Chinezen, Bulgaren en Macedoniërs, woonachtig in de Sovjet-Unie.
- Eveneens onder Jezjov leidde de Verordening Nr.49990 tot 'Operatie Letland', met massale arrestaties van etnische Letten in de hele Sovjet-Unie. Na schijnprocessen werden de meeste veroordeelden gefusilleerd of gedeporteerd naar de Goelag. Het aantal slachtoffers wordt geraamd tussen de 22.000 en de 73.000.
- De Sovnarkom en het Centraal Comité van de Communistische Partij van de Sovjet-Unie publiceerden gezamenlijk op 17 november 1938 een decreet waarmee de grootschalige vervolgingen werden gestopt.
- Op 25 november 1938 werd Jezjov als Volkscomissaris voor Binnenlandse Zaken vervangen door Beria.
- De NKVD-operaties ten behoeve van de Grote Zuivering werd op 26 november 1938 beëindigd met de NKVD Order No. 00762 van Lavrenti Beria.
- Op 10 maart 1939 werd voor de 1900 afgevaardigden van het 18e partijcongres verklaard dat de Grote Zuivering beëindigd was. De excessen werden op rekening van Jezjov geschreven, en Beria werd reeds als zijn plaatsvervanger in het politbureau opgenomen als kandidaat-lid. Vanaf dat moment namen de zuiveringen in eigen gelederen fors af; de trojka's werden afgeschaft. Jezjov werd in maart en april 1939 van al zijn publieke functies ontheven en op 10 april 1939 gearresteerd.
- Op 3 februari 1940 werd Jezjov zelf in een showproces ter dood veroordeeld en de dag erop geëxecuteerd.

### Uitdunning partijgelederen
In anderhalf jaar tijd werden 5 van de 15 leden van het politbureau, 98 van de 139 leden van het Centraal Comité en 1108 van de 1966 afgevaardigden van het 17e partijcongres (1934) gearresteerd en veroordeeld. Jezjov verstrekte Stalin 383 gespecificeerde lijsten met namen van slachtoffers ter veroordeling tot Categorie 1.
De meeste dodenlijsten werden ondertekend door Stalin, Molotov, Kaganovitsj en Vorosjilov. Ook Zjdanov en Mikojan hebben er vele ondertekend. De NKVD, geleid door achtereenvolgens Genrich Jagoda, Nikolaj Jezjov en Lavrenti Beria, verzorgde de uitvoerende kant van het proces door arrestaties, martelingen en executies. Jagoda en Jezjov werden uiteindelijk zelf slachtoffer van de Grote Zuivering.